# Cerro Corá (kommun)
Cerro Corá är en kommun i Brasilien.   Den ligger i delstaten Rio Grande do Norte, i den östra delen av landet, 1 700 km nordost om huvudstaden Brasília. Antalet invånare är 10 916.
Följande samhällen finns i Cerro Corá:
- Monte Alegre
- Cerro Corá

Omgivningarna runt Cerro Corá är huvudsakligen savann. Runt Cerro Corá är det glesbefolkat, med 11 invånare per kvadratkilometer.